# Centrale FS (metropolitana di Milano)
Centrale FS è una stazione delle linee M2 ed M3 della metropolitana di Milano.

## Storia
La stazione della linea M2 fu inaugurata il 27 aprile 1970 come capolinea provvisorio della seconda tratta della linea; il 12 luglio dell'anno successivo la linea fu prolungata fino a Garibaldi FS.
Il 3 maggio 1990 venne attivata la stazione della linea M3 come capolinea della prima tratta per Duomo. L'anno successivo la linea venne prolungata verso nord fino al nuovo capolinea di Sondrio, attivato il 12 maggio 1991.

## Strutture e impianti
La stazione è collegata alla stazione di Milano Centrale mediante ascensori e scale mobili. La stazione M3 fu realizzata fra il piano banchina M2 e il manto stradale, demolendo parte del mezzanino originale: questo rende Centrale FS la stazione sotterranea più prossima alla superficie in tutta la rete.
La stazione M3 dista 694 metri dalla stazione Sondrio e 713 metri da Repubblica.

## Interscambi
La fermata costituisce un importante interscambio con la stazione di Milano Centrale, che, dopo Cadorna e Lambrate, è stata il terzo scalo ferroviario milanese ad essere servito dalla metropolitana; si tratta inoltre della terza fermata di interscambio fra due linee metropolitane ad essere stata realizzata, dopo Loreto (1969) e Cadorna FN (1978).
Nelle vicinanze della stazione effettuano fermata alcune linee urbane di superficie, tranviarie, filoviarie ed automobilistiche, gestite da ATM.
- Stazione ferroviaria (Milano Centrale)
- Fermata tram (Stazione Centrale-Via Tonale M2 M3, linee 5, 9 e 10)
- Fermata tram (Stazione Centrale-P.za Duca d'Aosta M2 M3, linea 5)
- Fermata filobus (P.za Luigi di Savoia, linee 90, 91 e 92)
- Fermata autobus
- Stazione taxi

## Servizi
La stazione dispone di:
- Accessibilità per portatori di handicap
- Ascensori
- Scale mobili
- Emettitrice automatica biglietti
- Servizi igienici
- Stazione video sorvegliata

## Galleria d'immagini

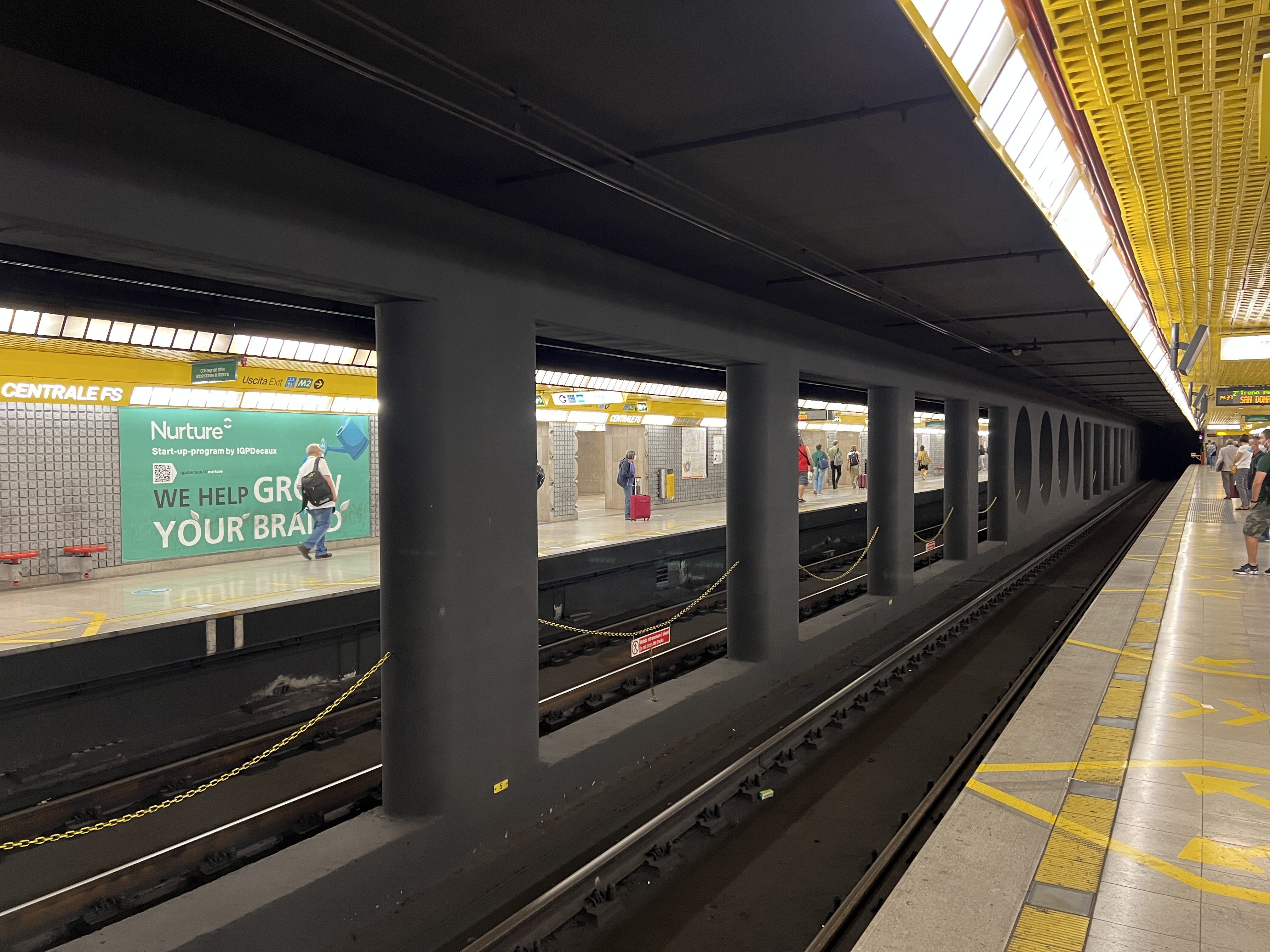
Il piano banchine della stazione M3
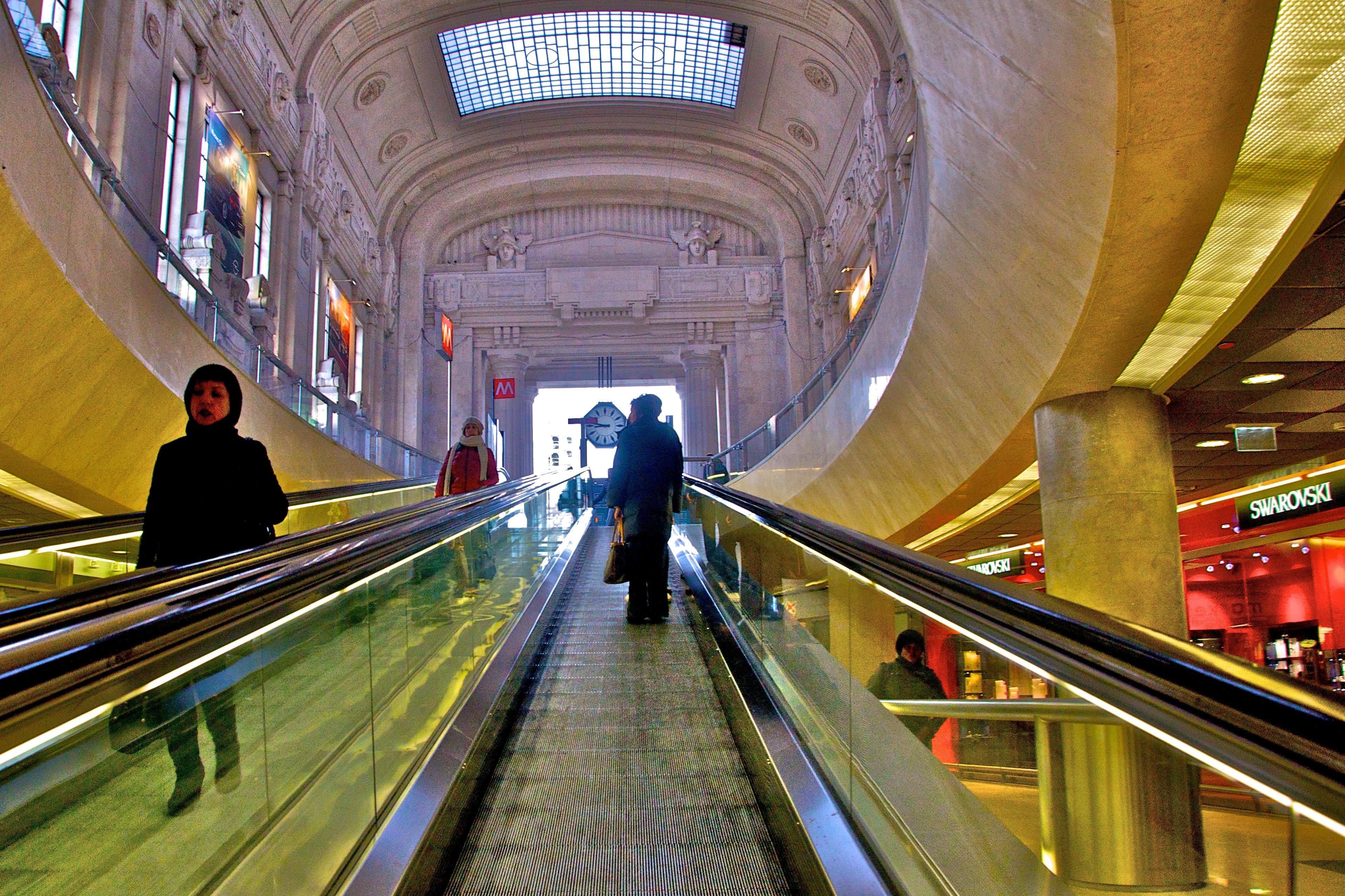
Il collegamento con la stazione ferroviaria
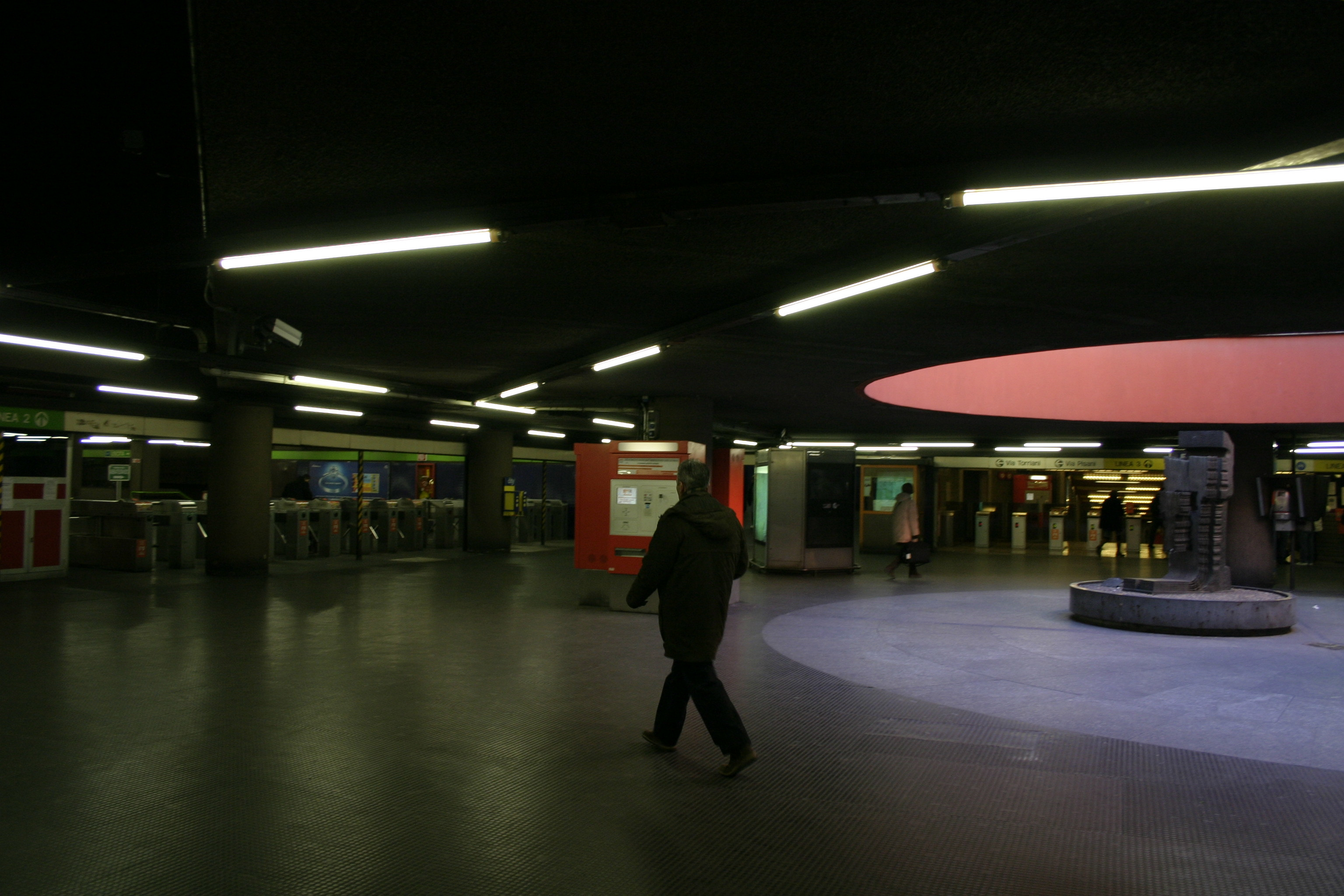
Il mezzanino